# Піла (провінція Верчеллі)
Піла (італ. Pila, п'єм. Pila) — муніципалітет в Італії, у регіоні П'ємонт, провінція Верчеллі.
Піла розташована на відстані близько 560 км на північний захід від Рима, 85 км на північ від Турина, 60 км на північний захід від Верчеллі.
Населення — 140 осіб (2014).
Щорічний фестиваль відбувається 29 червня. Покровитель — святий Петро.

## Демографія
Населення за роками:

Станом на 1 січня 2023 року в муніципалітеті офіційно проживало 5 іноземців з 3 країн, серед них 3 громадяни країн Євросоюзу та 1 громадянин України.

## Сусідні муніципалітети
- Петтіненго
- Пйоде
- Скопелло